# Coupe des Leaders
Die Coupe des Leaders war ein Fußballwettbewerb im westafrikanischen Staat Burkina Faso. Er fand von 1989 bis 2002 statt. ASFA-Yennenga Ouagadougou konnte den Titel sieben Mal gewinnen. Die Wiederaufnahme des Wettbewerbs in den Spielkalender des Verbandes scheiterte an der erfolglosen Suche nach einem Sponsor.
- 1989 ASFA-Yennenga Ouagadougou – Étoile Filante Ouagadougou 3:0
- 1990 ASFA-Yennenga Ouagadougou – Étoile Filante Ouagadougou 3:2
- 1991 Étoile Filante Ouagadougou – ASFA-Yennenga Ouagadougou 2:1
- 1992 ASF Bobo-Dioulasso – USM Banfora 6:5
- 1993 Racing Club Bobo-Dioulasso
- 1994 ASFA-Yennenga Ouagadougou – Étoile Filante Ouagadougou 1:0
- 1995 ASFA-Yennenga Ouagadougou – USFA Ouagadougou 5:4
- 1996 USFA Ouagadougou – ASFA-Yennenga Ouagadougou 2:0
- 1997 Racing Club Bobo-Dioulasso – Étoile Filante Ouagadougou 1:0
- 1998 Racing Club Bobo-Dioulasso – Étoile Filante Ouagadougou 1:0
- 1999 Étoile Filante Ouagadougou – ASFA-Yennenga Ouagadougou 4:1
- 2000 ASFA-Yennenga Ouagadougou – USFA Ouagadougou 4:3
- 2001 ASFA-Yennenga Ouagadougou – US Ouagadougou 2:0
- 2002 ASFA-Yennenga Ouagadougou – Racing Club Bobo-Dioulasso 1:0